# Dicladocerus indicus
Dicladocerus indicus är en stekelart som beskrevs av Muhammad Sharif Khan 1995. Dicladocerus indicus ingår i släktet Dicladocerus och familjen finglanssteklar. Inga underarter finns listade i Catalogue of Life.